# Deão

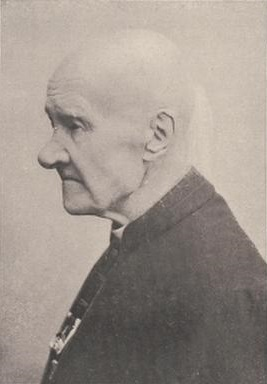

Deão é, com generalidade, o dignitário ou responsável máximo de um órgão colegial da Igreja. O termo é geralmente referido ao dignitário de um cabido (conjunto de cónegos). O termo é por vezes usado para referir um deão (decano) em particular, o líder do chefe  do Colégio de Cardeais, título criado pelo Papa Adriano I. [carece de fontes?]